# ON THEATER 爆笑探偵団
ON THEATER 爆笑探偵団（オンシアターばくしょうたんていだん）は、FNSソフト工場で2006年7月22日に放送された北海道文化放送制作のテレビドラマ仕立てのサスペンスミステリークイズ番組。「爆笑探偵」が舞台上で犯人を推理しながらアドリブトークを繰り広げる。3ヶ月稽古を積んだ札幌の役者の中に犯人がいる。
1話と2話の間に「爆笑探偵」のアフタートークが挟まれ、エンディングのアフタートークで田中裕二は「またやりたいか、シリーズ化したい」と感想を述べた。
視聴者に犯人を特定させない為か、謎を解け!まさかのミステリー的な演出がされた。

## 出演
- 爆笑探偵 - 爆笑問題
- 正解を告げる女 - 藤島昌子（当時UHBアナウンサー）

### 嵐の山荘殺人事件
あらすじ
嵐の中、「ママは何でも知っている」を読書していた岡本省吾（菊地英登）が山荘で何者かに殺された。ダイイング・メッセージは「S-41-AB」と書かれた逆さにした木彫りの熊のみ…山荘の管理人・田中（田中裕二）も犯人を突き止められない…
キャスト
- 松井博史 - 箕輪直人（ワクチン）
- 伊野田徹 - 高井ヒロシ
- 阿部春子（昭和41年生まれ、AB型） - 石井雅子（UHBパーソナリティー）
バスガイド。道東中心に働く。
- 近藤冴香 - 宮田碧 (劇団イナダ組)

### フレンチレストラン殺人事件
- 桐原満夫 - 谷崎尚之（たんず劇場 主宰）
会社の従業員。何者かに殺される。
- 桐原 なつみ - 小島達子（劇団イナダ組）
桐原の妻。
- モンロー - 渡辺香奈子（ゴールデンキラーズ 現解散）
桐原もよく行く店にいる、ススキノ一のコールガール。太田がムチで犯人に叩きボケる。
- 高田 雅和 - 黒岩孝康（札幌スーパーギャグメッセンジャーズ 副リーダー）
桐原の取引先。会社経営者らしく、大金を持っている。
- 花岡貢 - 武田晋(劇団イナダ組、ゴールデンキラーズ 統括／現解散、日本劇作家協会会員) 
1980年代アイドルおたく。1980年代の女性アイドルのブロマイドをたくさん所持。
- シェフ - 雨夜秀興（ワクチン）
フレンチレストラン店長。「まりもっこり」に過剰反応。
- ギャルソン - 小山めぐみ(劇団SKグループ)

### 女子アナ個人情報流出事件
出演者は北海道文化放送#女性を参照（遠藤麗奈、水野悠希、鈴木亜希子）。

## スタッフ
- 脚本・演出:松木創（共同テレビジョン）
- ナレーター:宇野章午、松本裕子
- 編成:伊達光良
- プロデューサー:石渡敏（北海道文化放送）
- 演出:田中厚志（ユープロダクション）

## DVD
- オンシアター爆笑探偵団 コンプリートBOX(ポニーキャニオン、2007年9月19日発売)